# 鹿港中山路街屋立面

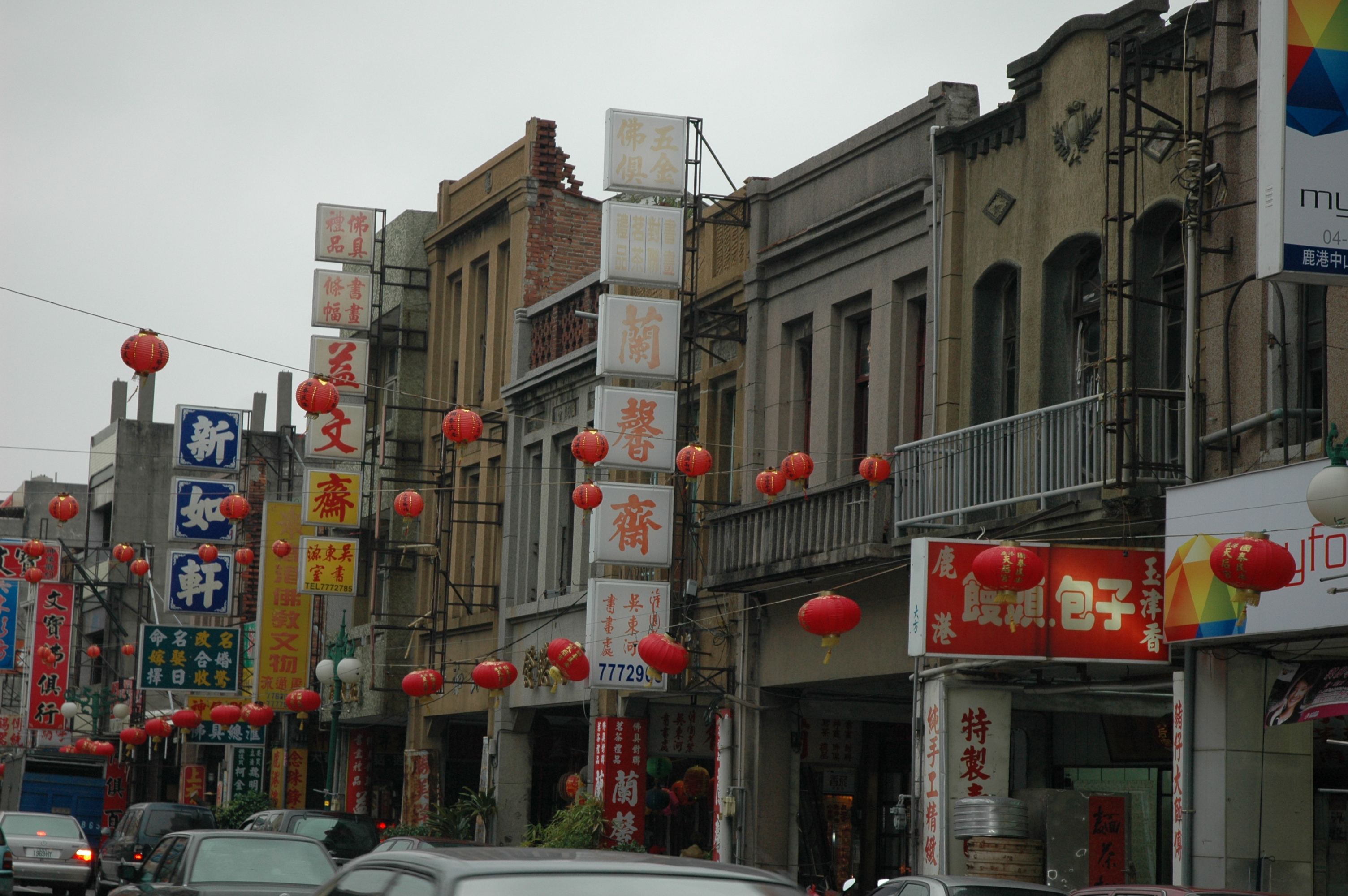
鹿港中山路

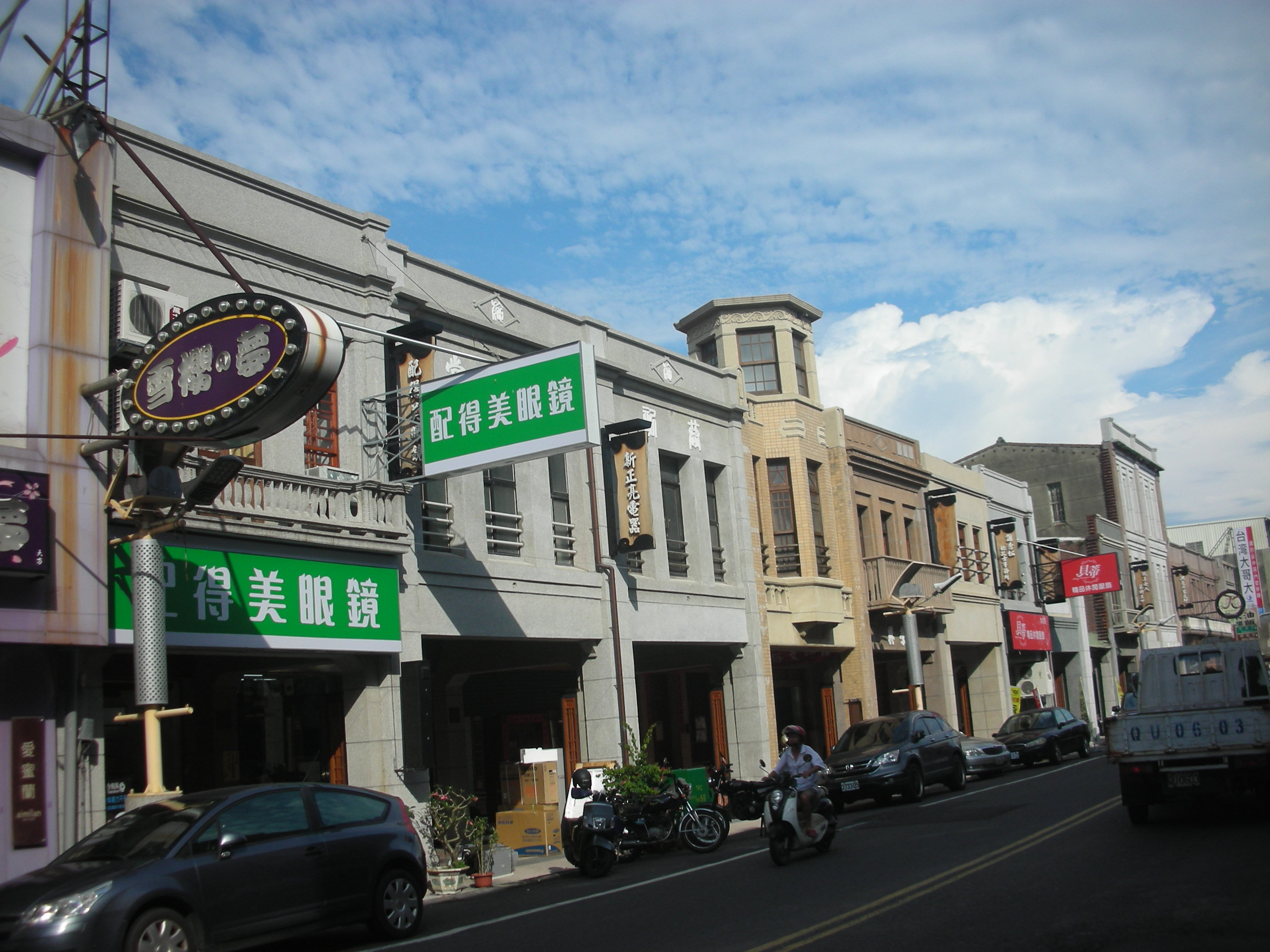
鹿港中山路

鹿港中山路街屋立面，為臺灣歷史建築百景之一；位於彰化縣鹿港鎮中山路，為鹿港市區最重要道路，在各式民俗活動、採街經常在此封路舉行。街屋亦稱「店屋」，建築內部採縱向延伸又呈帶狀形式的長條型，店家與住家合一的建築，門面寬度大3-4公尺，間間相連形成一條市街，格局通常為三進式附樓層，第一進為店面，通常傳統街屋門面的木板是可以拆卸的，方便直接對外開門營業。

## 源由
日治時期，昭和8年(1933年)進行市區改正，當時受到1923年關東大地震的影響，日本人對於木造及紅磚建築失去信心，當時歐洲正勃興的R.C.(鋼筋混凝土)建築引進台灣，成了今日鹿港中山路的街屋立面。

## 特色
被列為歷史建築百景排名第98名，門面一進的門口設「亭仔腳」(騎樓)採檐廊式，夏天能遮陽，雨天可蔽雨，利商業活動之進行。街屋的第二、三進為樓井、神明廳、住宅、天井、食儲、廚房等空間，由於每棟街屋左右兩側為公共牆壁，不能開窗，因此需靠天井提供通風及採光之需。

## 建築風格
與其他地方的老街比較起來，鹿港中山路的街屋立面顯得較為模素，以不對稱美為其特色，在走廊或樓梯的立面開圓窗或橢圓窗，其餘使用矩形或拱形開口。立面上也有簡化的水平腳線，裝飾圖案也較多樣化。

## 標準街屋建築
一個標準的街屋建築會有：

高聳的山頭：山頭是指在街屋上頭做成一面三角形，以美化立面。

女兒牆：頂樓的小欄杆，由於昔日女子不宜拋頭露面，只能在屋頂看街上的風景，故砌有女兒牆，以避免安全之虞。

洗石子

前陽台：普遍於二、三樓設有小型陽台，而陽台的欄杆多仿木材的雕琢

亭仔腳：騎樓的建築，方便行人通行外，也是店舖內部空間的延續，做為室內與街道之轉換空間，並適應台灣多雨的氣候。
標準的街屋建築，可以玉珍齋為例：

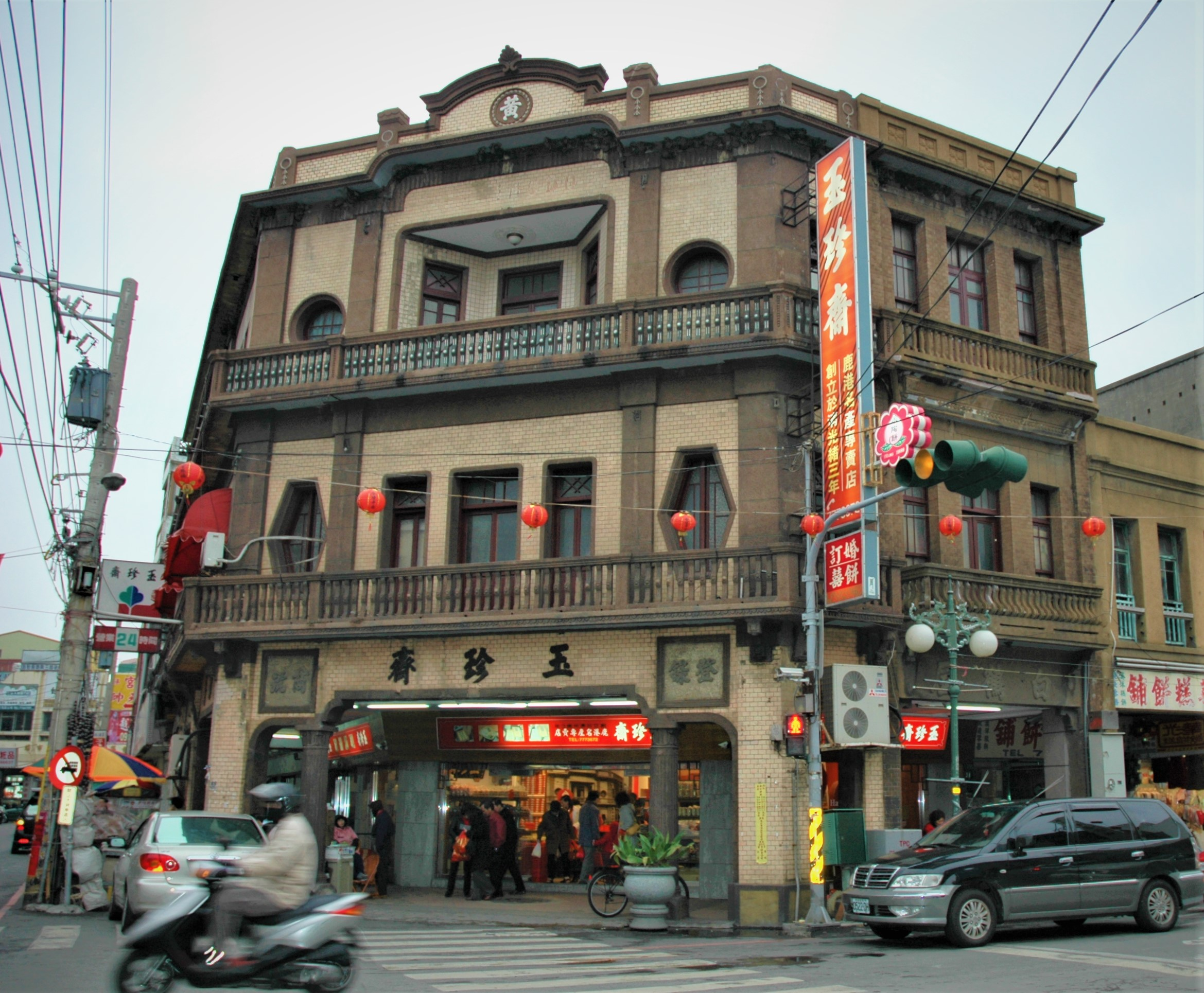
玉珍齋

玉珍齋建築本體為角間街屋，屋頂砌有女兒牆，有三向立面，一樓立面門口「玉珍齋」三字，兩旁各有「登錄」「商號」的字樣 (為日治時代第一間有營業執照的店)，是鹿港書法家陳百川(浚源)醫生的墨跡，正面山牆上貼有「黃」字，左翼山牆上有「KO」英文字(為「黃」的日本發音)及勳章、繩索等飾紋。
二、三樓立面均有突出陽台水平帶狀圍繞成為一立面飾帶，欄杆都為洗石子，底部兩側承有托座 ; 斜側立面一樓為店面主入口，二樓立面以壁柱分為三開間，中央開三扇門，一大兩小。兩側次間各開一六角窗，窗框為洗石子，壁面均貼黃色磁磚。
三樓開間同二樓，中央成梯型內凹一陽台，內凹三向立面，中央開三扇門，兩側次間各開一圓窗，三樓中間立面作內凹變化，以求同中有異之趣。

## 鄰近景點
此處只介紹鹿港中山路街屋立面路旁緊鄰
- 鹿港興安宮：位於中山路89號（需從興化街進入，中山路需從小巷進入，巷寬不足2公尺）
- 甕牆：位於中山路和興派出所旁（中山路108號）
- 丁家古厝：位於中山路134號
- 玉珍齋：位於民族路168號（民族路中山路交叉口）
- 鹿港三山國王廟：位於中山路276號
- 鹿港城隍廟：位於中山路366號
- 鹿港天后宮：位於中山路430號
- 鹿港文武廟：位於青雲路2號
- 鹿港龍山寺：位於金門巷81號

## 參看
- 不見天街